# Fabián Mendoza
Fabián Ricardo Mendoza Valencia (Bucaramanga, 19 de mayo de 1976), conocido simplemente como Fabián Mendoza, es un actor colombiano. 

## Biografía y carrera artística
Es un actor, con experiencia en teatro y televisión, talentoso, divertido. Desde pequeño siempre amó la actuación. Comenzó a participar en piezas teatrales desde su época estudiantil en el colegio La Salle de Bucaramanga, ciudad donde nació en 1976. A los diecisiete años viajó a Bogotá a estudiar actuación. Ingresó a la Academia Superior de Artes. Más adelante asistió a cursos en la Escuela de actuación Charlot dos años. Su especialidad es el CLOWN Fue el payaso Ronald McDonald de Colombia durante cuatro años. 
Sobresalió en las tablas como protagonista de la obra Gorda del Teatro Nacional y ha figurado en otras piezas como Infraganti que tuvo gran éxito en todo el país.
En 1994, cuando estudiaba en la Facultad de Artes Escénicas de la Universidad Francisco José de Caldas, de Bogotá, el actor bumangués Fabián Mendoza aumentaba sus ingresos mensuales haciendo espectáculos de títeres, vistiéndose de payaso y amenizando fiestas para niños.
Así se empezó a interesar por los espectáculos infantiles, un interés que pone en escena en El estandapcito, el juego de la vida, que se presentará en el Teatro Nacional La Castellana.La comida y el clown son dos de las grandes cosas que apasionan a Fabián Mendoza, tiene una enorme colección de sombreros de varios tamaños y formas, al igual que varios modelos de zapatos de payaso, los cuales permiten que sus visitantes se sientan como niños en un mundo de juguete.
En el montaje, Mendoza interpreta a un payaso que sueña con ser presentador de televisión y que le cuenta a la audiencia todos los problemas que tiene que superar para llegar a su meta.
Reconocido también por sus frases célebres, cuando hizo de Mario Segura en El secretario, su frase más sobresaliente fue "encanto". En el 2019, gracias a la "ley del actor" aprobada en el congreso de la República, se graduó, junto con más de 35 actores como maestro en arte dramático de la Universidad de Antioquia en alianza con la academia de Artes Guerrero.

## Filmografía

### Televisión
| Año       | Título                                 | Personaje         | Canal              |
| --------- | -------------------------------------- | ----------------- | ------------------ |
| 2021      | Enfermeras                             |                   | Canal RCN          |
| 2019      | La tía Ceci                            | Germán            | Canal TRO          |
| 2019      | El man es Germán                       | Edil-Berto        | Canal RCN          |
| 2016      | La niña                                | Pedro Luna        | Caracol Televisión |
| 2012      | Las santísimas                         | Rodrigo Silva     | Canal RCN          |
| 2012      | Escobar, el patrón del mal             | César Gaviria     | Caracol Televisión |
| 2011      | La Bruja                               | Antonio           | Caracol Televisión |
| 2011      | Confidencial                           | Ep: El socavón    | Caracol Televisión |
| 2011      | El secretario                          | Mario Segura      | Caracol Televisión |
| 2010-2012 | El man es German                       | Edil-Berto        | Canal RCN          |
| 2010      | Doña Bella                             | Pedro Grimaldi    | Canal RCN          |
| 2009-2010 | La bella ceci y el imprudente          | Arturo Combariza  | Caracol Televisión |
| 2009-2010 | Las muñecas de la mafia                | Marcos            | Caracol Televisión |
| 2008-2009 | Aquí no hay quien viva                 | Roberto Benavides | Canal RCN          |
| 2006-2008 | En los tacones de Eva                  | Andrés            | Canal RCN          |
| 2002      | Historias de hombres sólo para mujeres |                   | Caracol Televisión |

## Programa
| Año       | Título                          | Rol          | Canal              |
| --------- | ------------------------------- | ------------ | ------------------ |
| 2015-2017 | Juntos a las 3                  | Presentador  | Canal 1            |
| 2013      | Desafío 2013: África, el origen | Participante | Caracol Televisión |
| 2005-2009 | Sábados felices                 | Humorista    | Caracol Televisión |

## Cine
| Año  | Título     | Personaje    | Nota |
| ---- | ---------- | ------------ | ---- |
| 2016 | Lamentos   |              |      |
| 2013 | El control |              |      |
| 2011 | Praga      | Pablo Botero |      |

## Teatro
- Medico a Palos (2016) — Don Geronte
- Infraganti (2009) — Cristóbal
- La gorda (2009) — Daniel
- Estandapcito: El Juego de la Vida

### Proyectos Realizados
- Director del Proyecto de sensibilización Contralores Escolares para la Contraloría de Bucaramanga (2014)

## Premios y nominaciones

### Premios India Catalina
| Año  | Categoría                            | Telenovela o Serie | Resultado |
| ---- | ------------------------------------ | ------------------ | --------- |
| 2012 | Mejor Actor de Reparto de Telenovela | El secretario      | Ganador   |

### Premios TVyNovelas
| Año  | Categoría                            | Telenovela o Serie | Resultado |
| ---- | ------------------------------------ | ------------------ | --------- |
| 2012 | Mejor Actor Antagónico De Telenovela | El secretario      | Ganador   |

### Otros premios obtenidos
- Premios Clic Caracol Mejor Coquetiada El secretario